# جغد نوادار
جغد نواردار (نام علمی: Asio clamator) نام یک گونه از سرده جغدهای گوش‌دار است.